# Bóng chuyền tại Đại hội Thể thao châu Á 1982
Nội dung Bóng chuyền được thi đấu tại Đại hội Thể thao châu Á 1982 ở New Delhi, Ấn Độ.
| Nội dung        | Vàng             | Bạc              | Đồng           |
| --------------- | ---------------- | ---------------- | -------------- |
| Bóng chuyền nam | Nhật Bản (JPN)   | Trung Quốc (CHN) | Hàn Quốc (KOR) |
| Bóng chuyền nữ  | Trung Quốc (CHN) | Nhật Bản (JPN)   | Hàn Quốc (KOR) |